# 로베르 시아카
로베르 시아카(프랑스어: Robert Siatka, 1934년 6월 20일, 랑그도크-루시용 지방 르 마르티네 ~)는 프랑스의 전 축구 수비수이다. 그는 1960년 유러피언 네이션스컵에서 프랑스를 대표로 참가했다.

## 사생활
시아카는 프랑스의 폴란드계 가정에서 출생했다. 그는 랭스 선수단의 일원으로 1956년과 1959년 유러피언컵 결승전에 출전한 것으로 알려져 있다.
미셸 이달고가 2020년 3월 26일에 영면에 들면서, 시아카는 초대 유러피언컵 결승전에 출전한 선수들 중 유일한 생존자가 되었다.